# ABBA Oro: Grandes Éxitos
ABBA Oro: Grandes Éxitos je kompilační album největších hitů švédské hudební skupiny ABBA, poprvé vydané v roce 1993 u labelu Polydor ve Spojených státech. Všechny skladby jsou nazpívány ve španělštině. Album odpovídá anglické verzi komerčně nejúspěšnější desky ABBA Gold - Greatest Hits.
Po vydání alba ABBA Oro přišlo v roce 1994 uvolnění desky ABBA Mas Oro: Mas ABBA Exitos (anglická verze More ABBA Gold: More ABBA Hits), která obsahovala pět anglicky nazpívaných skladeb a další písně ve španělštině, čtyři skladby se také objevily na jihoamerických verzích alb Super Trouper a The Visitors. Na albu ABBA Mas Oro: Mas ABBA Exitos byla také poprvé uvedena španělská verze písně Ring Ring, nahraná již v roce 1973, ale do té doby nikdy nevydaná.
Album ABBA Oro bylo znovuvydáno pro mezinárodní trh v roce 1999 a obsahovalo všech 15 španělských verzí skladeb, které se poprvé objevily na deskách Gracias Por La Música a Mas Oro.

## Seznam skladeb na CD
1. Fernando (španělská verze) (Benny Andersson, Stig Anderson, Björn Ulvaeus) – 4:17
2. Chiquitita (španělská verze) (Benny Andersson, Björn Ulvaeus) – 5:30
3. Gracias Por La Música (Thank You for the Music) (Benny Andersson, Björn Ulvaeus) – 3:49
4. La Reina Del Baile neboli Reina Danzante (Dancing Queen) (Benny Andersson, Stig Anderson, Björn Ulvaeus) – 4:02
5. Al Andar (Move On) (Benny Andersson, Stig Anderson, Björn Ulvaeus) – 4:44
6. ¡Dame! ¡Dame! ¡Dame! (Gimme! Gimme! Gimme! (A Man After Midnight)) (Benny Andersson, Björn Ulvaeus) – 4:51
7. Estoy Soñando (I Have a Dream) (Benny Andersson, Björn Ulvaeus) – 4:38
8. Mamma Mia (španělská verze) (Benny Andersson, Stig Anderson, Björn Ulvaeus) – 3:34
9. Hasta Mañana (španělská verze) (Benny Andersson, Stig Anderson, Björn Ulvaeus) – 3:09
10. Conociéndome, Conociéndote (Knowing Me, Knowing You) (Benny Andersson, Stig Anderson, Björn Ulvaeus) – 4:04

### Bonusové skladby – vydání 1999
1. Felicidad (Happy New Year) (Benny Andersson, Björn Ulvaeus) - 4:24
2. Andante, Andante (španělská verze) (Benny Andersson, Björn Ulvaeus) - 4:39
3. Se Me Está Escapando (Slipping Through My Fingers) (Benny Andersson, Björn Ulvaeus) - 3:52
4. No Hay A Quien Culpar (When All Is Said And Done) (Benny Andersson, Björn Ulvaeus) - 3:13
5. Ring Ring (španělská verze) (Benny Andersson, Stig Anderson, Björn Ulvaeus) - 3:00

(P) 1973 (15) Polar Music International AB, Stockholm

(P) 1980 (1 - 10) Polar Music International AB, Stockholm

(P) 1981 (11 - 14) Polar Music International AB, Stockholm

Písně 1 - 14 překlad textů do španělštiny Buddy McCluskey a Mary McCluskey, 15 Doris Band.